# (737) Arequipa
Pour les articles homonymes, voir Arequipa.
(737) Arequipa est un astéroïde de la ceinture principale découvert le 7 décembre 1912 par l'astronome américain Joel Metcalf.
Sa désignation provisoire était 1912 QB.
L’astéroïde a été nommé d’après la ville d’Arequipa au Pérou.